# باشگاه فوتسال گیتی‌پسند اصفهان
باشگاه فوتسال گیتی‌پسند یک باشگاه فوتسال ایرانی در شهر اصفهان است. این باشگاه در تاریخ ۱۷ تیر ۱۳۸۹ تأسیس شده‌است. گیتی‌پسند در این سال با خرید امتیاز لیگ برتری صدرای شیراز کار خود را آغاز کرد. گیتی‌پسند هم‌اکنون در لیگ برتر فوتسال ایران حضور دارد.
گیتی‌پسند ۵ بار به مقام قهرمانی و ۸ بار به مقام نایب قهرمانی در لیگ برتر فوتسال ایران دست یافته‌است.
گیتی پسند تنها تیم فوتسالی کشور است که در تمامی ادواری که در لیگ برتر فوتسال حضور داشته و مقام‌های اول تا سوم را کسب کرده‌است.
این تیم همچنین در سال ۱۳۹۱ به مقام قهرمانی و در سال‌های ۱۳۹۲ و ۱۳۹۶ به مقام نایب قهرمانی در لیگ قهرمانان فوتسال آسیا دست یافت.

## آمار و عملکرد
جدول زیر عملکرد کلی گیتی‌پسند را در تمام ادوار نشان می‌دهد.
| فصل       | مقام در لیگ برتر | لیگ قهرمانان آسیا |
| --------- | ---------------- | ----------------- |
| ۱۳۸۹      | نایب قهرمان      | راه نیافت         |
| ۱۳۹۰      | نایب قهرمان      | قهرمان            |
| ۱۳۹۱      | قهرمان           | نایب قهرمان       |
| ۱۳۹۲      | نایب قهرمان      | راه نیافت         |
| ۱۳۹۳      | نایب قهرمان      | راه نیافت         |
| ۱۳۹۴      | سوم              | راه نیافت         |
| ۱۳۹۵      | قهرمان           | راه نیافت         |
| ۱۳۹۶      | سوم              | نایب قهرمان       |
| ۱۳۹۷      | نایب قهرمان      | راه نیافت         |
| ۹۹–۱۳۹۸   | نایب قهرمان      | راه نیافت         |
| ۱۴۰۰–۱۳۹۹ | نایب قهرمان      | راه نیافت         |
| ۱۴۰۰      | قهرمان           | راه نیافت         |
| ۱۴۰۱      | نایب قهرمان      | راه نیافت         |
| ۱۴۰۲      | قهرمان           | راه نیافت         |
| ۱۴۰۳      | قهرمان           | راه نیافت         |

## گیتی‌پسند در لیگ قهرمانان آسیا
جدول زیر، آمار فصل به فصل گیتی‌پسند را در مسابقات لیگ قهرمانان آسیا نشان می‌دهد.
| #     | فصل   | نتیجه       | بازی | برد | مساوی | باخت | گل‌زده | گل‌خورده |
| ----- | ----- | ----------- | ---- | --- | ----- | ---- | ----- | ------- |
| ۱     | ۲۰۱۲  | قهرمان      | ۵    | ۵   | ۰     | ۰    | ۲۸    | ۵       |
| ۲     | ۲۰۱۳  | نایب قهرمان | ۵    | ۳   | ۱     | ۱    | ۱۲    | ۱۰      |
| ۳     | ۲۰۱۷  | نایب قهرمان | ۵    | ۴   | ۰     | ۱    | ۱۸    | ۷       |
| مجموع | مجموع | مجموع       | ۱۵   | ۱۲  | ۱     | ۲    | ۵۸    | ۲۲      |

## مربیان و مدیران

### مربیان تاریخ باشگاه
| مربی             | سال        |
| حسین افضلی       | ۱۳۸۹       |
| محمد ناظم‌الشریعه | ۱۳۸۹       |
| سید مهدی ابطحی   | ۱۳۸۹       |
| علیرضا افضل      | ۱۳۹۱–۱۳۹۰  |
| رضا لک           | ۱۳۹۲       |
| محمد کشاورز      | ۱۳۹۳       |
| محمود خوراکچی    | ۱۳۹۴       |
| رضا لک           | ۱۳۹۵–۱۳۹۴  |
| علیرضا افضل      | ۱۳۹۶       |
| حسین شمس         | ۱۳۹۶       |
| رضا لک           | ۱۳۹۷       |
| حمید بی‌غم        | ۱۳۹۹–۱۳۹۸  |
| وحید شمسایی      | ۱۴۰۰–۱۳۹۹  |
| محمد کشاورز      | اکنون–۱۴۰۰ |

### مربیان قهرمان
| علیرضا افضل | ۱ | ۱ | ۲ |
| رضا لک      | ۱ | ۰ | ۱ |
| محمد کشاورز | ۳ | ۰ | ۳ |

### مدیران عامل
| مدیرعامل    | دوران مدیریت | دوران مدیریت |
| مدیرعامل    | از           | تا           |
| ----------- | ------------ | ------------ |
| علی طاهری   | تیر ۱۳۸۹     | خرداد ۱۳۹۵   |
| علیرضا جنتی | خرداد ۱۳۹۵   | اکنون        |

## بازیکنان

### آقای گل‌ها
| بازیکن                  | گل‌زده | مسابقات                |
| مسعود دانشور            | ۲۴    | لیگ برتر ۱۳۸۹          |
| احمد اسماعیل‌پور         | ۹     | لیگ قهرمانان آسیا ۲۰۱۲ |
| احمد اسماعیل‌پور (مشترک) | ۲۸    | لیگ برتر ۱۳۹۱          |
| مهدی جاوید              | ۳۶    | لیگ برتر ۱۳۹۵          |
| مهدی جاوید              | ۳۷    | لیگ برتر ۱۳۹۷          |
| سعید احمدعباسی          | ۲۶    | لیگ برتر ۱۴۰۰–۱۳۹۹     |

### بازیکنان جام جهانی
| مسابقات        | بازیکنان                                                                                    |
| جام جهانی ۲۰۱۲ | محمد کشاورز افشین کاظمی حسین طیبی احمد اسماعیل‌پور سپهر محمدی                                |
| جام جهانی ۲۰۱۶ | سپهر محمدی احمد اسماعیل‌پور محمد کشاورز علی‌اصغر حسن‌زاده افشین کاظمی مهران عالیقدر مهدی جاوید |
| جام جهانی ۲۰۲۱ | سپهر محمدی محمدرضا سنگ‌سفیدی علی‌اصغر حسن‌زاده سعید احمدعباسی فرهاد توکلی                      |

## نشان‌واره‌ها
این تیم در طول تاریخ خود ۲ لوگو داشته‌است. در سال ۱۳۹۷ این تیم به ازای ۲ قهرمانی خود در لیگ برتر فوتسال ایران و ۱ قهرمانی در لیگ قهرمانان فوتسال آسیا سه ستاره بالای لوگوی رسمی باشگاه درج کرد.

آرم اولیه باشگاه ۱۳۹۷–۱۳۸۹
آرم فعلی باشگاه
اکنون–۱۳۹۷

## افتخارات

### کشوری
- لیگ برتر فوتسال ایران
  - قهرمانی (۵): سالهای ۱۳۹۱، ۱۳۹۵، ۱۴۰۰، ۱۴۰۲، ۱۴۰۳
  - نایب قهرمانی (۸): ۱۳۸۹، ۱۳۹۰،  ۱۳۹۲، ۱۳۹۳، ۱۳۹۷، ۹۹–۱۳۹۸، ۱۴۰۰–۱۳۹۹،  ۱۴۰۱-۱۴۰۰

- قهرمان جام سفیر  : سال ۱۴۰۲

- قهرمان جام سفیر  : سال ۱۴۰۳

### آسیایی
- لیگ قهرمانان فوتسال آسیا
  - قهرمانی (۱): ۲۰۱۲
  - نایب قهرمانی (۲): ۲۰۱۳، ۲۰۱۷